# Eleccions legislatives noruegues de 1953
Les eleccions legislatives noruegues de 1953 se celebraren el 12 d'octubre de 1953 per a renovar els 150 membres del Storting, el parlament de Noruega. Els més votats foren els laboristes noruecs. Els seus caps Oscar Torp (fins a 1955) i Einar Gerhardsen detingueren el càrrec de primer ministre de Noruega.

## Resultats
|         |                                               |      |      |          |        |  |
| Partits | Partits                                       | Vots | Vots | Escons   | Escons |  |
| Partits | Partits                                       | %    | ± %  | #        | ±      |  |
|         | Partit Laborista (Det norske Arbeiderparti)   | 46,7 | +1,1 | 77 / 150 | 8      |  |
|         | Partit Conservador (Høyre)                    | 18,4 | +2,5 | 27 / 150 | 4      |  |
|         | Partit Democristià (Kristelig Folkeparti)     | 10,5 | +2,1 | 14 / 150 | 5      |  |
|         | Partit Liberal (Venstre)                      | 10,0 | -2,5 | 15 / 150 | 6      |  |
|         | Partit dels Agricultors (Bondepartiet)        | 8,8  | +4   | 14 / 150 | 2      |  |
|         | Partit Comunista (Norges Kommunistiske Parti) | 5,1  | -0,8 | 3 / 150  | 3      |  |
|         | Total                                         | 100% | 100% | 150      | 150    |  |